# SN 2002kn
SN 2002kn – supernowa typu Ia odkryta 3 listopada 2002 roku w galaktyce A021645-0509. W momencie odkrycia miała maksymalną jasność 25,00m.